# 9001 Slettebak
(9001) Slettebak (1981 QE2, 1981 RS, of 1988 OL) is een planetoïde, die zich in het zonnestelsel in de planetoïdengordel bevindt.
De planetoïde werd op 30 augustus 1981 in het Anderson Mesa Station of the Lowell Observatory ontdekt door de Britse astronoom Edward L. G. Bowell. 9001 Slettebak is vernoemd naar de Amerikaanse astronoom Arne Slettebak.